# Stadion Mietałłurg w Nowokuźniecku
Stadion Mietałłurg – wielofunkcyjny stadion w Nowokuźniecku, w Rosji. Został otwarty w połowie lat 50. XX wieku, a obecnego kształtu nabrał po przebudowie w 1974 roku. Może pomieścić 10 000 widzów. Swoje spotkania na obiekcie rozgrywa drużyna Mietałłurg-Kuzbass Nowokuźnieck.